# 趙孟頫書趙世延家廟碑
赵孟頫书赵世延家庙碑，位于中国甘肃省礼县，为一个省级文物保护单位，类型为石窟寺及石刻。
赵孟頫书赵世延家庙碑的历史年代为元代。